# Monomma stenotarsoide
Monomma stenotarsoide là một loài bọ cánh cứng trong họ Zopheridae. Loài này được Ancey miêu tả khoa học năm 1881.